# Eugén Hammarberg
Frans Josef Eugén Hammarberg, född 23 februari 1874 i Stockholm, död 30 januari 1949 i Ålsten, var en svensk skulptör och konsthantverkare. 
Han var från 1997 gift med Wilhelmina Henrietta Sandahl (1864–1957) och far till skulptören Sven Torsten Åke Hammarberg. Han kom i bildhuggarlära 1886 och studerade senare vid Tekniska skolan i Stockholm. Han var huvudsakligen verksam med kyrkliga arbeten. För Stora Kopparbergs kyrka i Falun utförde han en altarprydnad med reliefer 1900 och för Aspeboda kyrka, Björke kyrka på Gotland och Olaus Petri kyrka i Örebro utförde han altartavlor. Han utförde ritningar till ett nytt torn för Lindesbergs kyrka. Han medverkade även i ett stort antal kyrkorenoveringar bland annat i Kristine kyrka i Falun där han restaurerade skulpturverken. Som konsthantverkare arbetade han med elfenbenssniderier bland annat snidade han podiet för nationalgåvan till Gustav V:s 80-årsdag. Makarna Hammarberg är gravsatta på Norra begravningsplatsen utanför Stockholm.